# Tank 300
Tank 300 — позашляховик середнього розміру,  випускається з 2020 року компанією Tank, позашляховим підрозділом Great Wall Motors (GWM). Спочатку продавався під преміальним брендом Wey як Wey Tank 300. З квітня 2021 року транспортний засіб було перейменовано на Tank 300, будучи розташованим класом нижче за більшого Tank 500.

## Опис
Tank 300 був представлений у липні 2020 року на автосалоні в Ченду під назвою Wey Tank 300. Надійшов у продаж на китайському ринку 17 грудня 2020 року. Це перше авто, побудована на платформі GWM під назвою «Tank».
Great Wall оголосила про рішення перетворити Tank на окремий бренд під час Шанхайського автошоу 2021 року в квітні 2021 року, назвавши його назвою великими літерами. За словами Вей Цзяньцзюня, голови GWM, GWM прагнула розробити Tank як окрему марку позашляховиків. Tank 300 став першим автомобілем, випущеним під брендом Tank.
За даними австралійської дочірньої компанії GWM, дорожній просвіт Tank 300 становить 224 мм з кутами наближення 33 градуси та кутами наїзду 34 градуси. Позашляховик використовує передню підвіску на подвійних поперечних важелях і задню багатоважільну підвіску. Має рамне шасі базується на тій же платформі, що й пікап Great Wall Pao. Доступні опції: блокування переднього та заднього диференціалів, понижаюча передача, режим повзучого руху по бездоріжжю та функція «розвороту».
У Китаї Tank 300 випускається в кількох версіях: City Edition, Off-Road Edition, Ranger, Wind Forest Iron Cavalry Edition, Yunliang і Cyberpunk. Кожна версія, крім Cybertank, доступна в кількох комплектаціях.
У квітні 2021 року випуск Cybertank був представлений як концепт Wey Tank 300 Cybertank. Оснащений широким обвісом, розширеними колісними арками в колір кузова, сонячною панеллю на даху, Y-подібними світлодіодними денними ходовими вогнями, ковш капотом і квадратною кришкою запасного колеса на дверях багажника. Надходить у виробництво в обмеженій кількості, маючи майже ідентичний зовнішній вигляд концептуальної моделі. Було випущено лише 3000 одиниць.

## Галерея

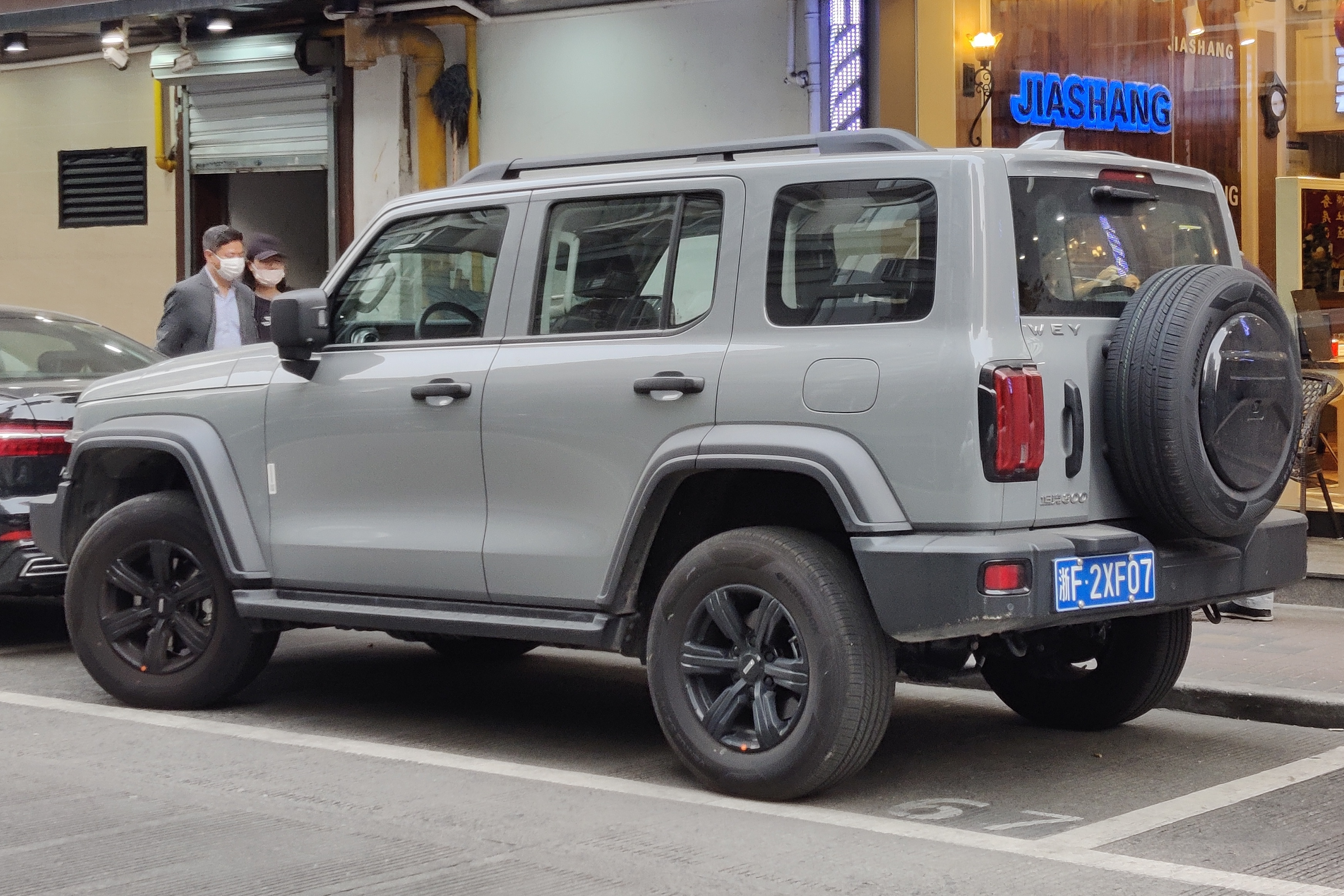
Wey Tank 300
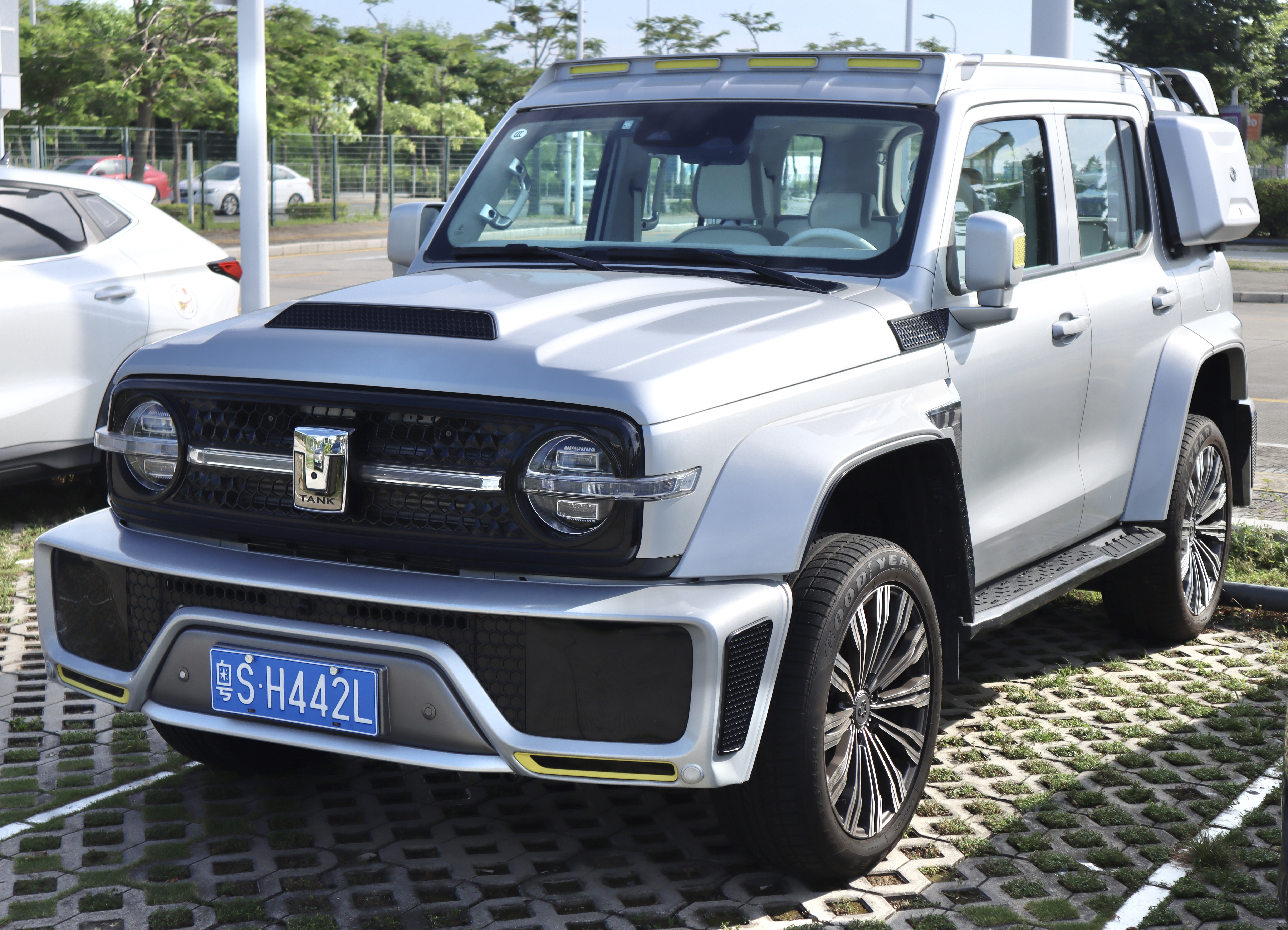
Tank 300 Cybertank версія
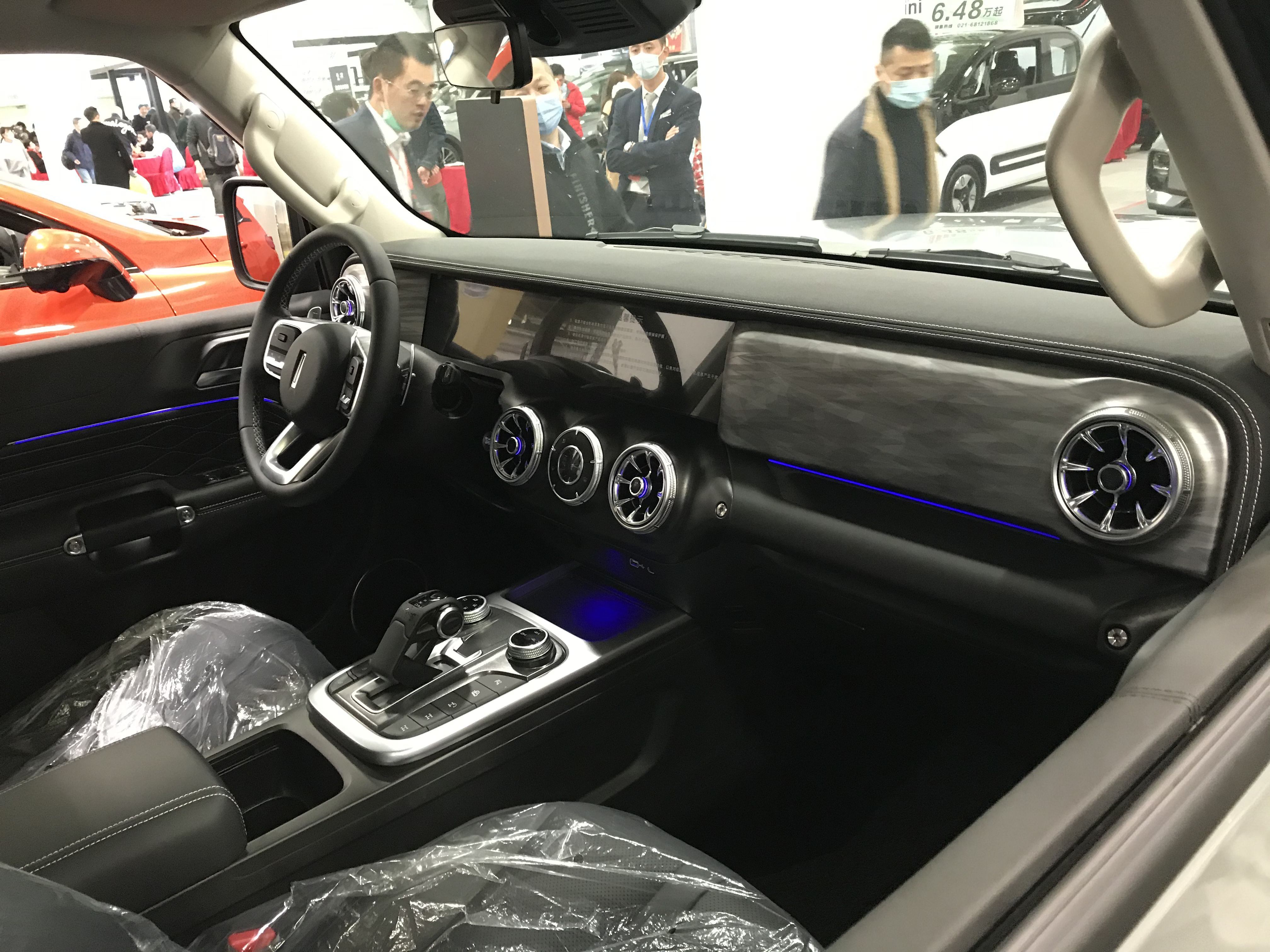
Інтер‘єр

## Силова установка
Tank 300 оснащений 2,0-літровим бензиновим двигуном з турбонаддувом, потужність якого становить 167 кВт (224 к.с.; 227 PS), пік крутного моменту при 380–387 Н·м (280–285 фунтів·фут). Автомобіль має три блокувальники диференціалів Eaton і коробку передач низького діапазону. GWM має максимальну швидкість 170 км/год.
Гібридна модель дебютувала як концепт-кар Tank 300 HEV, який дебютував у Таїланді в березні 2022 року. Оснащений трансмісією 2.0T+9HAT і має технологію прозорого шасі. Його також попередньо показали на 25-му автосалоні в Ченду в серпні 2022 року разом із Tank 500 PHEV.  Загальний вихід системи оцінюється як 258 кВт (346 к. с.; 351 PS) з 615 Н⋅м (454 фунт⋅футів) крутного моменту. GWM стверджує, що гібридна версія може розганятися 0—100 км/год (0—62 миля/год) за 7,9 секунди.